# قلعه دم‌دم
قلعهٔ دِم‌دِم {{، (به کردی: Keleha Dmdm یا Kela Dmdm) یک قلعهٔ نظامی است که تاریخ بنایش به قبل از اسلام می‌رسد. کردهای منطقه در این قلعه سکونت می‌کردند این قلعه در استان آذربایجان غربی و در قسمت غربی دریاچه ارومیه واقع شده است.
امیرخان لپزرین حاکم برادوست در سال ۱۶۰۹ به احیای بنای آن دست زد.